# Qualea impexa
Espèce
Statut de conservation UICN

 VU D2 : Vulnérable
Qualea impexa est une espèce de plantes à fleurs de la famille des Vochysiaceae endémique du Pérou.

## Publication originale
- Publications of the Field Museum of Natural History, Botanical Series 11(2): 67. 1931.